# Melitulias parallela
Melitulias parallela là một loài bướm đêm trong họ Geometridae.